# كلية الأميرة عالية الجامعية
كلية الأميرة عالية الجامعية هي كلية تابعة لجامعة البلقاء التطبيقية. مخصصة لتعليم الإناث فقط. تأسست الكلية عام 1972 باسم معهد الأميرة عالية للمعلمات. وفي عام 1997 تم ضمها لجامعة البلقاء التطبيقية، وفي عام 2000 تم تحويلها لكلية جامعية.

## التأسيس والنشأة
تأسست الكلية في الأول من تشرين الأول من عام 1972 تحت اسم معهد الأميرة عالية للمعلمات، ومن ثم صدرت الإرادة الملكية السامية بإنشاء جامعة البلقاء التطبيقية عام 1996 لتضُم كليات المجتمع الحكومية كافة وعام 2000 تم تحويل الكلية إلى كلية جامعية.
تحرص الكلية أن يكون لديها الوسائل والتجهيزات الفنية والتقنية الأخرى المساعدة على الحداثة لضمان جودة التعليم والتدريب وتوفير الكوادر الأكاديمية عالية الكفاءة ومجموعة من الكوادر الإدارية لدعم العملية الأكاديمية والتربوية.

## الأقسام
- قسم العلوم المالية والإدارية.[2]
- قسم العلوم التربوية .
- قسم العلوم الاجتماعية والتطبيقية.
- قسم المكتبات والمعلومات.
- قسم اللغة العربية وآدابها.
- قسم اللغة الإنجليزية وآدابها.
- قسم علم النفس والتربية الخاصة.
- قسم العلوم الأساسية الإنسانية.

## الدرجات العلمية التي تمنحها الكلية

### الدبلوم
1. إدارة الأعمال
2. الاقتصاد المنزلي
3. التربية الخاصة
4. الخدمة الاجتماعية
5. العلوم المالية والمصرفية
6. تكنولوجيا المعلومات
7. علوم الشريعة
8. محاسبة

### البكالوريوس
1. إدارة المكتبات والمعلومات
2. إدارة الأعمال
3. الإرشاد النفسي والتربوي
4. الاقتصاد المنزلي
5. التربية الخاصة
6. اللغة الإنجليزية وآدابها
7. اللغة العربية وآدابها
8. تربية الطفل

### الماجستير
1. الإدارة التربوية
2. الموهبة والإبداع
3. علم النفس التربوي
4. ماجستير اللغة العربية وآدابها
5. ماجستير التربية الخاصة / صعوبات التعلم[3]

## مرافق الكلية
- تضم الكلية بالإضافة إلى القاعات الصفية ومبنى الإدارة والمكاتب والادارية المرافق التالية:

1. الصالة الرياضية
2. المسرح
3. قاعة الاجتماعات
4. المكتبة

- مرافق الخدمات المختلفة:

1. العيادة الطبية: يتم تقديم الخدمات العلاجية لكل من الطلبة والموظفين وتحويل الحالات الطارئة إلى المستشفيات
2. مختبرات الحاسوب وعددها (7)
3. مختبرات الأزياء وعددها (2)
4. مختبر التجميل
5. مختبر الاقتصاد المنزلي
6. مختبر اللغة الإنجليزية
7. مختبر الوسائل التعليمية